# La Rixouse
La Rixouse település Franciaországban, Jura megyében. Lakosainak száma 187 fő (2022. január 1.). La Rixouse Saint-Claude, Nanchez, Leschères és Longchaumois községekkel határos.

## Népesség
A település népességének változása:
| Lakosok száma | 129  | 142  | 173  | 208  | 191  | 189  | 193  | 193  | 193  | 187  |
|               | 1968 | 1982 | 1990 | 2006 | 2013 | 2015 | 2017 | 2019 | 2020 | 2022 |